# 키토리 마리야
키토리 마리야(일본어: 稀鳥 まりや きとり まりや[*], 8월 11일 - )는 전 다카라즈카 가극단 호시구미 소속 여역이다.
도쿄도 미나토구, 성심 인터내셔널 스쿨 출신이다. 키 158cm, 애칭은 "마리야"이다.

## 약력
2003년, 다카라즈카 음악학교에 입학하였다.
2005년, 다카라즈카 가극단 91기생으로 입단. 하나구미 공연 「마라케시 붉은 묘표／엔터 더 레뷰」로 초무대. 그 후, 호시구미에 배속되었다.
화려한 댄서로서 주목을 받아, 2007년, 「엘 아르콘」으로 신인공연 첫 히로인을 맡았다.
2012년 8월 5일, 「댄서 세레나타／Celebrity」 도쿄공연 천추락을 기해, 다카라즈카 가극단을 퇴단하였다.

## 인물
3살부터 11살까지 스페인 바르셀로나에서 자랐기 때문에, 스페인어가 뛰어나다. 발레리나를 동경해, 14살부터 모나코에서 2년간 발레 유학을 한 적이 있다. 이 기간 동안 프랑스어도 배웠기 때문에, 영어를 합치면 4개 국어를 구사할 수 있다.
긴 기간 동안 해외에서 사는 도중에도, 어머니가 다카라즈카 팬이었던 것으로부터 자연스럽게 자신도 동경하게 되어 다카라즈카 입단에 뜻을 두었다.